# Tramwaje w Döbeln
Tramwaje w Döbeln – system tramwaju konnego działający w latach 1892–1926 i od 2007 r. w Döbeln, w Saksonii, w Niemczech.

## Historia
Tramwaj konny w Döbeln uruchomiono 10 lipca 1892 r. na liczącej 2,45 km trasie z głównego dworca kolejowego do gospody „Weißes Kreuz” we wschodniej części miasta. Linia tramwajowa była jednotorowa, wąskotorowa, z 8 mijankami. Rozwój motoryzacji i zakup autobusów sprawiły, że tramwaje konne zniknęły z ulic miasta 20 grudnia 1926 r.
W 1988 r. w czasopiśmie dla modelarzy kolejek pojawił się pomysł na przywrócenie ruchu tramwajów konnych na zachowanym odcinku torowiska.
11 stycznia 2002 r. 25 członków założyło stowarzyszenie o nazwie Traditionsverein Döbelner Pferdebahn e. V. celem uruchomienia tramwaju konnego. Stowarzyszenie wyremontowało 550-metrowy odcinek torów tramwajowych w śródmieściu. Istniejące do 2006 r. oryginalne fragmenty torowiska nie mogły zostać wykorzystane z powodu złego stanu technicznego. Uroczysta inauguracja tramwaju konnego miała miejsce 9 czerwca 2007 r.
W 2007 r. stowarzyszenie odkupiło od miasta budynek byłego przedszkola, dobudowało do niego tor tramwajowy i przekształciło w Deutsche Pferdebahnmuseum Döbeln (Niemieckie Muzeum Tramwaju Konnego w Döbeln).

## Tabor
W latach 1892–1926 składał się z 12 wagonów: siedmiu liniowych, trzech pocztowych i dwóch solarek.
Dzisiejszy wagon nr 1 powstał z wagonu silnikowego zlikwidowanych tramwajów w Miśni, który przez lata służył jako kurnik w Weiler Keilbusch (miejscowość w gminie Diera-Zehren). W czerwcu 2003 został zakupiony przez Traditionsverein Döbelner Pferdebahn e. V. i po kompleksowym remoncie w Dreźnie przewieziony do Döbeln.